# سمفونی شماره ۱ (دورژاک)

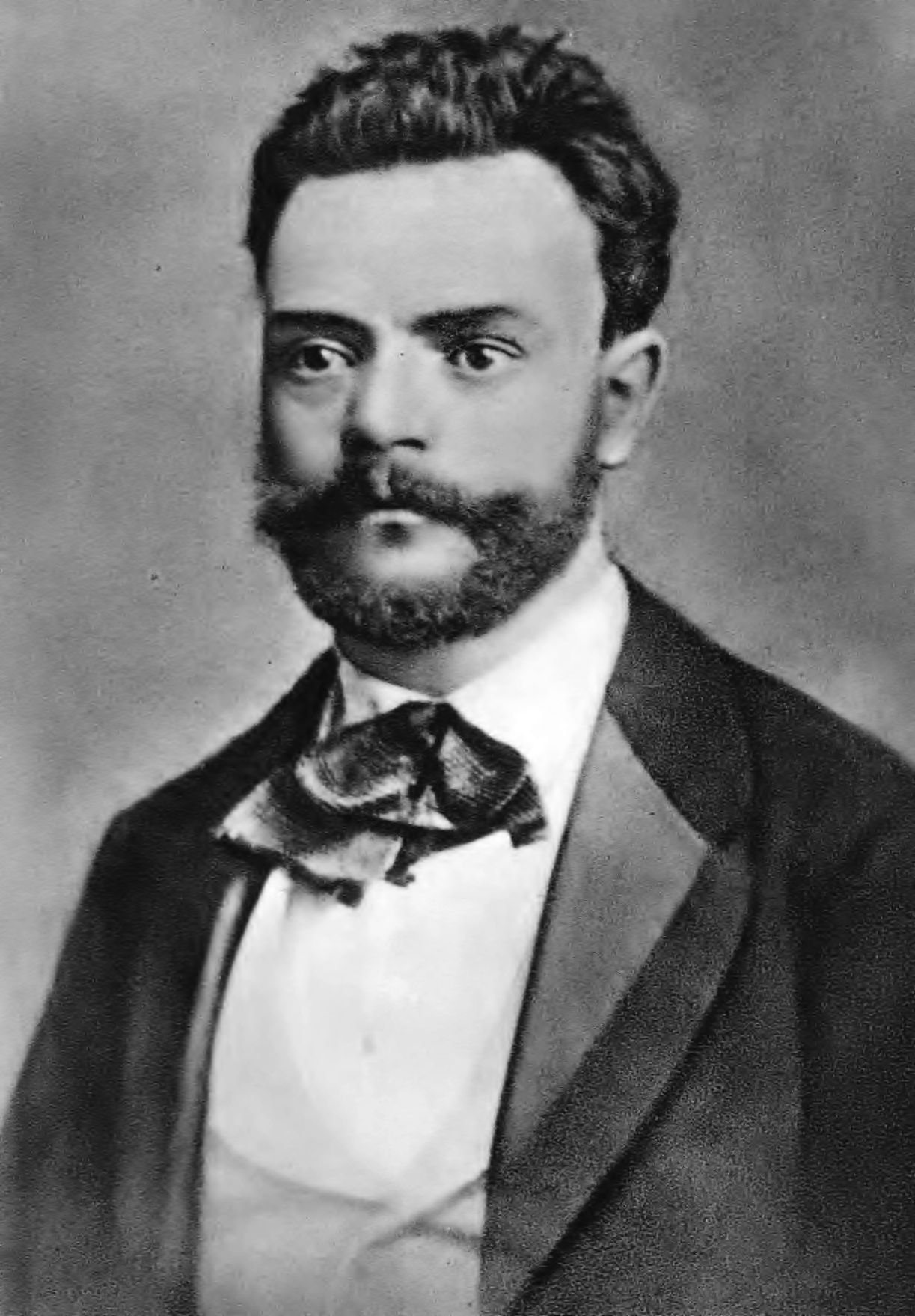
عکس آنتونین دوورژاک در سال 1870

سمفونی شماره ۱ (چکی: Zlonické zvony) با فرنام ناقوس‌های زلونیتس، نخستین سمفونی از مصنف و آهنگساز کلاسیک سبک رمانتیک اهل چک، آنتونین دورژاک است که در فوریه و مارس ۱۸۶۵ تصنیف گردید. این اثر به سبک رمانتیک اولیه نوشته شده‌است و متأثر از آثار بتهوون و فلیکس مندلسون می‌باشد.